# Gustave Loiseau
Gustave Loiseau (Parigi, 3 ottobre 1865 – Parigi, 10 ottobre 1935) è stato un pittore francese.
Appartenne al movimento dei post-impressionisti.

## Biografia
Nato a Parigi da una famiglia di macellai originaria della Val-d'Oise, Gustave Loiseau visse l'infanzia e l'adolescenza a Pontoise. All'età di quindici anni venne messo come apprendista nella bottega di un salumiere, ma, pochi anni dopo, sentì il bisogno di abbandonare l'ambiente commerciale e di avvicinarsi all'arte. Passò quindi, sempre come apprendista, presso un decoratore amico della famiglia e la fortuna lo assistette. Alla morte della nonna, infatti, ereditò una somma sufficiente a mantenersi nella capitale.
Si trasferì quindi a Parigi, distante solo 25 km, nel quartiere di Montmartre, e si iscrisse alla "Scuola di arti decorative". Dopo solo un anno, però, a causa di una lite con un docente, lasciò la Scuola e iniziò a lavorare come decoratore.
Poi, un altro colpo di fortuna lo spinse più avanti: il pittore paesaggista Fernand Quignon (1854-1941) gli chiese di decorare il suo appartamento e in breve tempo lo accolse nel suo atelier e divenne il suo primo maestro e mentore. Quignon istruì Loiseau con tanta capacità e convinzione che il giovane si appassionò al punto di decidere, nel 1887, di dedicarsi totalmente alla pittura e di intraprendere la carriera dell'artista.
Sempre su suggerimento di Quignon, a partire dal 1890 Loiseau trascorse tutte le estati a Pont-Aven, alloggiando alla Pensione Gloanec con gli amici del "gruppo di Pont-Aven": Maxime Maufra, Émile Bernard, Henry Moret e soprattutto Paul Gauguin che con lui fu sempre prodigo di consigli.
In seguito, nel 1891, si trasferì a Auvers-sur-Oise, per poi tornare, nel 1904, a Pontoise, dove si stabilì e dove rimase per tutta la vita, pur mantenendo un altro atelier a Parigi nel quale si recava regolarmente. 
Dal 1894 iniziò ad esporre, partecipando alla 6ª, 7ª e 8ª mostra degli impressionisti e dei simbolisti presso il "Barc de Bouteville". I suoi lavori furono notati dal famoso mercante d'arte Paul Durand-Ruel che lo legò a sé con un favorevole contratto. Durand-Ruel amministrò così gran parte della produzione di Loiseau ed espose i suoi quadri anche a New York, nella galleria di cui era proprietario.
Dopo una vita priva di grandi emozioni, ma densa di lavoro e di autentica ispirazione artistica, Loiseau, mentre si trovava nel suo atelier di Parigi affacciato sulla Senna, si spense. Aveva 70 anni.
I suoi resti riposano nel cimitero di Pontoise.
E a Pontoise esiste ancora il suo primo atelier.

## L'arte di Loiseau

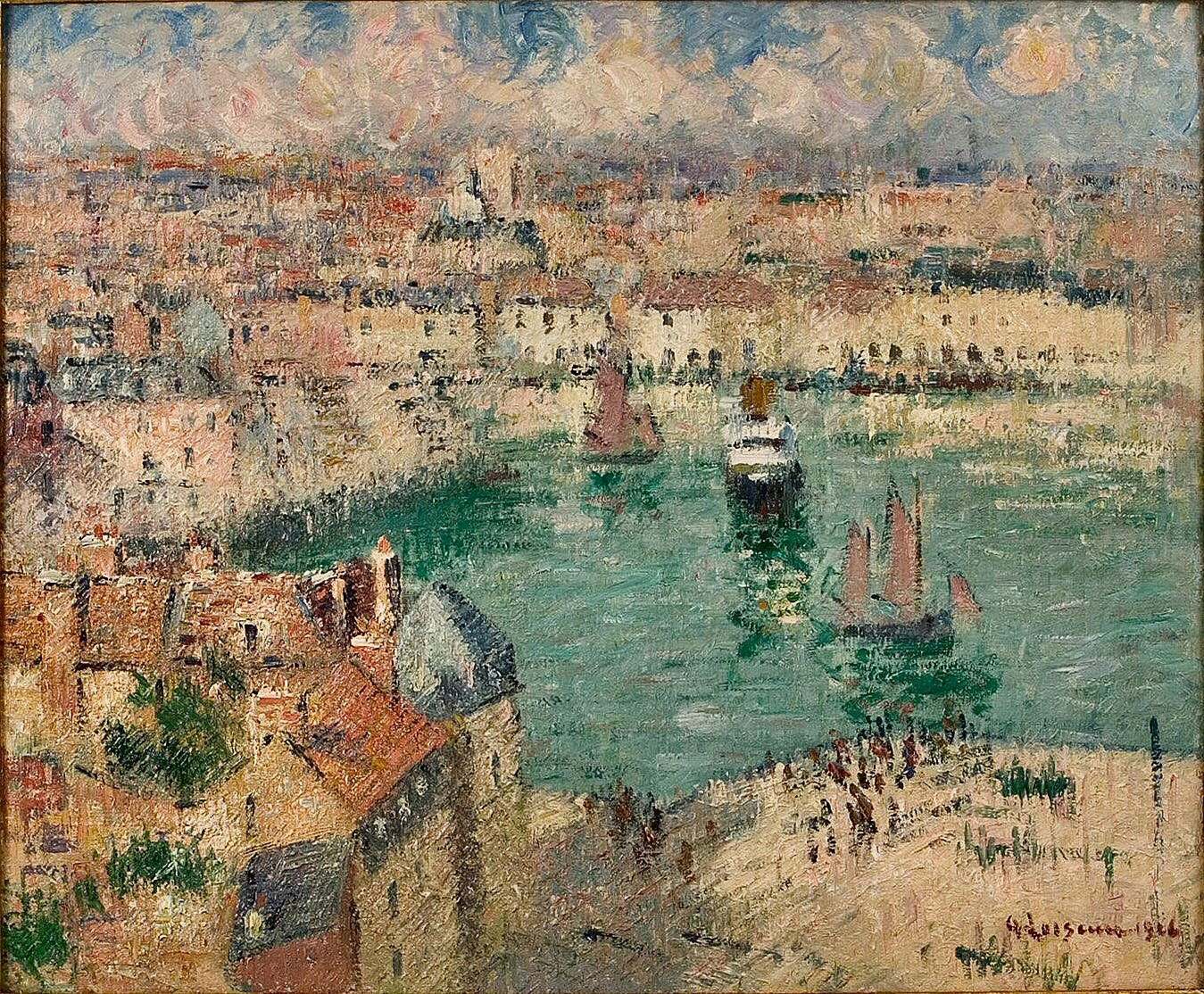
Il porto di Dieppe

L'espressione pittorica di Loiseau si mantenne sempre nell'alveo della corrente post-impressionista e se egli mostrò qualche evidente influenza da parte di altri maestri, non si può che fare il nome di Claude Monet, specie osservando le sue rappresentazioni dei porti, delle falesie e delle chiese, eseguite in piccole serie.
Loiseau dipingeva all'aria aperta, immerso nei paesaggi che lo ispiravano, in Bretagna, in Normandia, o anche nei centri abitati, come Moret-sur-Loing o la stessa Parigi. Realizzò molte tele su Pontoise e sulla sua regione, come del resto fece anche Camille Pissarro, riprendendo il quartiere dell'Hermitage, la cattedrale di Saint Maclou, la banchina di Ponthuis e le sponde dell'Oise. E si portò anche in molti dei centri abitati circostanti, come Auvers-sur-Oise, Nesles-la-Vallée, Osny e Saint-Ouen-l'Aumône.

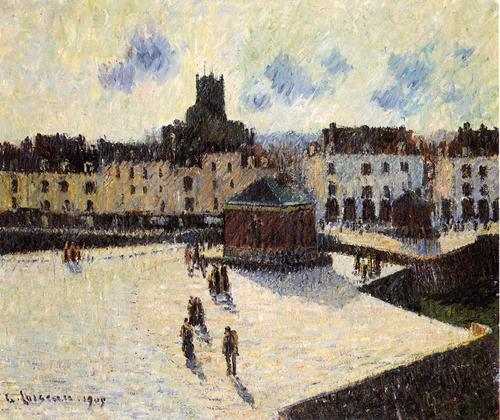
Dieppe

Le opere di Loiseau rivelano anche una passione che egli ebbe in comune con altri artisti impressionisti e post-impressionisti: quella per il variare del paesaggio a seconda delle stagioni. Oltre che fissare sulla tela i caratteri peculiari di una stagione (lo sbocciare della primavera, il biondeggiare delle messi, i tardivi raccolti dell'autunno o le prime gelate nevose dell'inverno), spesso, come altri, ritrasse il medesimo paesaggio naturale (boschi, campi, ma anche frutteti e orti) nei diversi periodi dell'anno.
Questa sensibilità per il paesaggio come genesi e non come prodotto della natura sensibile, ma anche come espressione di una naturalità assai dilatata che coinvolge spazio, tempo e loro mutazioni, si può comprendere non solo dai soggetti rappresentati, quanto piuttosto dalla tecnica di Loiseau che, rifiutando la chiarezza della figuratività immediata, lascia intuire le sensazioni e le stesse realtà solo attraverso quei codici grafici e cromatici che disvelano lo spessore e il significato estetico di un paesaggio nella sua specificità.
Come annota Didier Imbert, la sua arte si espresse a mezza voce, con discrezione e delicatezza, ma soprattutto con grande sincerità.
Se Loiseau è anche conosciuto per le sue pitture murali nelle strade di Parigi (Place de la Bastille, l'Etoile, ecc.), in realtà i suoi luoghi e i suoi soggetti prediletti furono le scene campestri e contadine. Si applicò poco ai ritratti, preferendo cogliere personaggi in movimento, operai al lavoro, portuali attorno ai battelli, avventori che affollano i mercati o il traffico di automobili nei grandi boulevard o nelle piazze parigine, viste dall'alto come dall'occhio attento di una rondine che sorvola curiosa le città degli uomini.
Peraltro, sin da giovane amava dipingere anche nature morte, e in età avanzata, fermandosi più a lungo nello studio di Parigi, ne dipinse molte. In questi lavori Loiseau sembra voler abbandonare la pennellata e la tessitura impressionista, per lasciar affiorare quella che Imbert chiama "una risonanza classica ", una staticità che prelude ad un pacato immobilismo.

## Opere

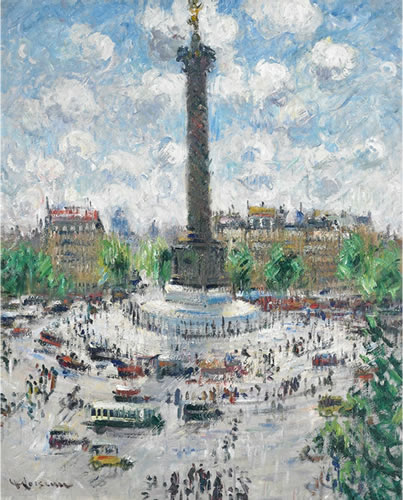
Place de la Bastille

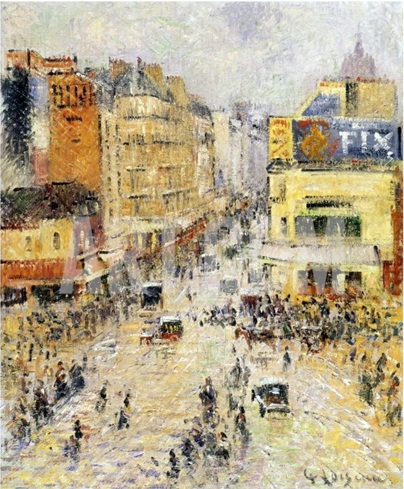
Boulevard Hausmann

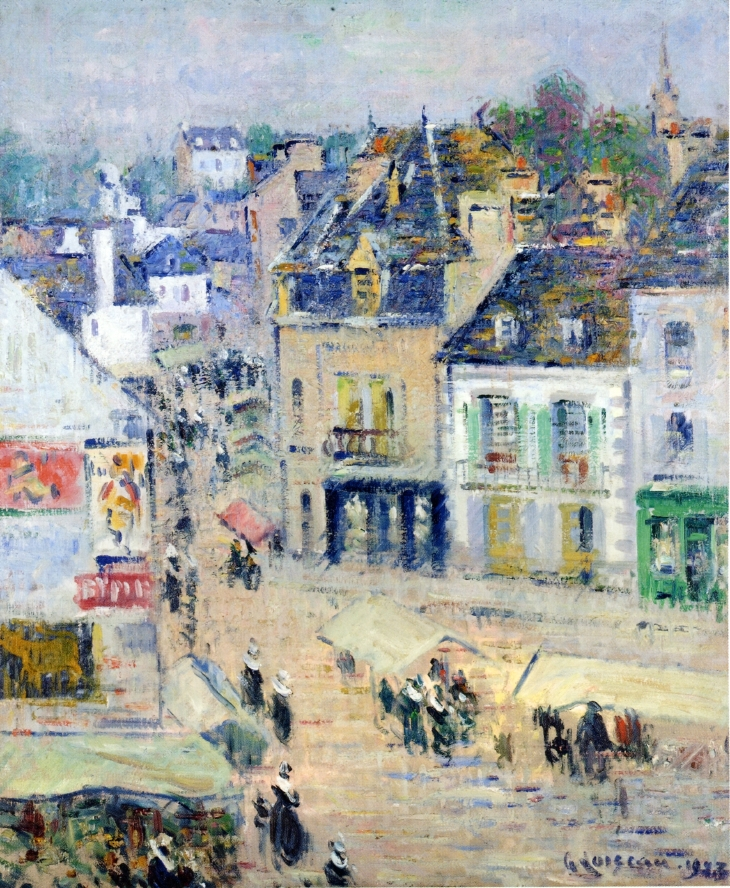
Tempo grigio a Pont-Aven

- Bois d'Ennery, 1889 - Museo d'arte e storia "Louis-Senlecq", L'Isle-Adam
- Paysage d'hiver à Tournedos, 1899
- Le village de Triel, 1900
- Plage d'Étretat, 1901
- Étretat 1902[6]
- L'église du Vaudreuil, printemps, 1902
- Port de Dieppe, 1903[6]
- Dieppe, l'avant-port, 1903
- Une rue du vieux Saint-Lunaire, 1904
- Le quai de Ponthuis [a Pontoise], 1905
- La Pointe du Jars au Cap Fréhel, 1905 - Museo di Belle arti di Rennes
- La Banche, 1906[6]
- L'amas du Cap Fréhel, 1906
- Rochers dominant la mer en Bretagne, 1906 ca.
- La cathédrale d'Auxerre, 1907
- Falaises de Saint-Jouin, Normandie, 1907
- La Loire à Trentemoult, 1909
- Péniches sur l'Oise, 1910
- Le gigot, 1911
- Notre Dame de Paris, 1911
- Le bassin de commerce du Havre, 1912[7]
- Les Martigues, 1913[8]
- Le pont suspendu à Elbeuf, 1912
- Rivière en Normandie, 1913[9]
- La baie de Tréboul, 1913
- Le port de Tréboul, 1913
- Pontoise, la débâcle, 1914
- La Chevrolière, près de Nantes, 1914 (disegno al carboncino)
- Le pont suspendu à Triel, 1917 - Museo Lambinet, Versailles[10]
- Port d'Henri IV, Paris, 1918[11]
- L'Hermitage, pruniers en fleurs, 1920
- Statuettes et roses dans un verre, 1920
- La rue de village, Saint-Cyr du Vaudreuil 1923 ca.
- Pont-Aven, le marché, 1923
- La plage de Fécamp, 1925
- Le Pont-Marie, effet de neige, 1925
- La maison de juge, Pont-Aven, 1926
- Petite ferme aux environs de Caen, 1928
- La rue de l'épicerie, à Rouen, 1929
- Paris, Place de l'Étoile, Avenue Wagram, 1930
- Effet de brume à Moret-sur-Loing, 1934
- Une rue à Mortain, neige - Museo di Belle arti di Rouen[12]
- Rue de village[13]
- Rue de village avec charrette
- Le pont de Moret
- Bords de l'Oise à Précy
- Avenue Fiedland, Paris
- Le 14 juillet sur la rue de Clignancourt à Paris
- Usine au bord de l'Oise, environs de Pontoise
- Champ de blé en Normandie - Museo Lambinet, Versailles[14]
- L'Eure en hiver - Museo d'Orsay, Parigi[15]
- Pont-Aven, effet de soleil - Museo Lambinet, Versailles
- Vue de Pont-Aven

## Galleria d'immagini

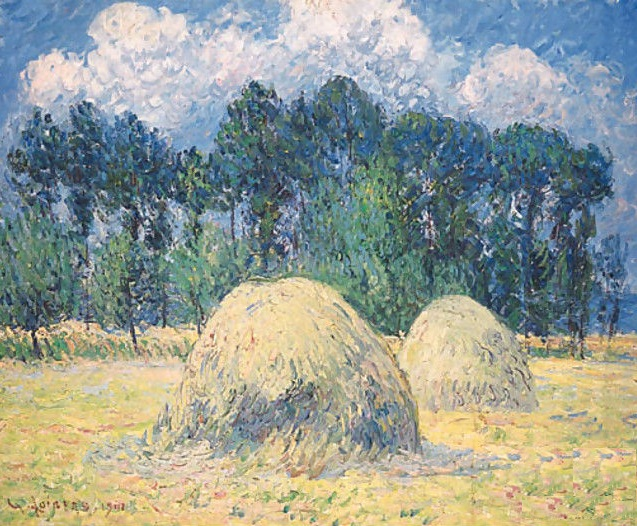
I covoni di fieno
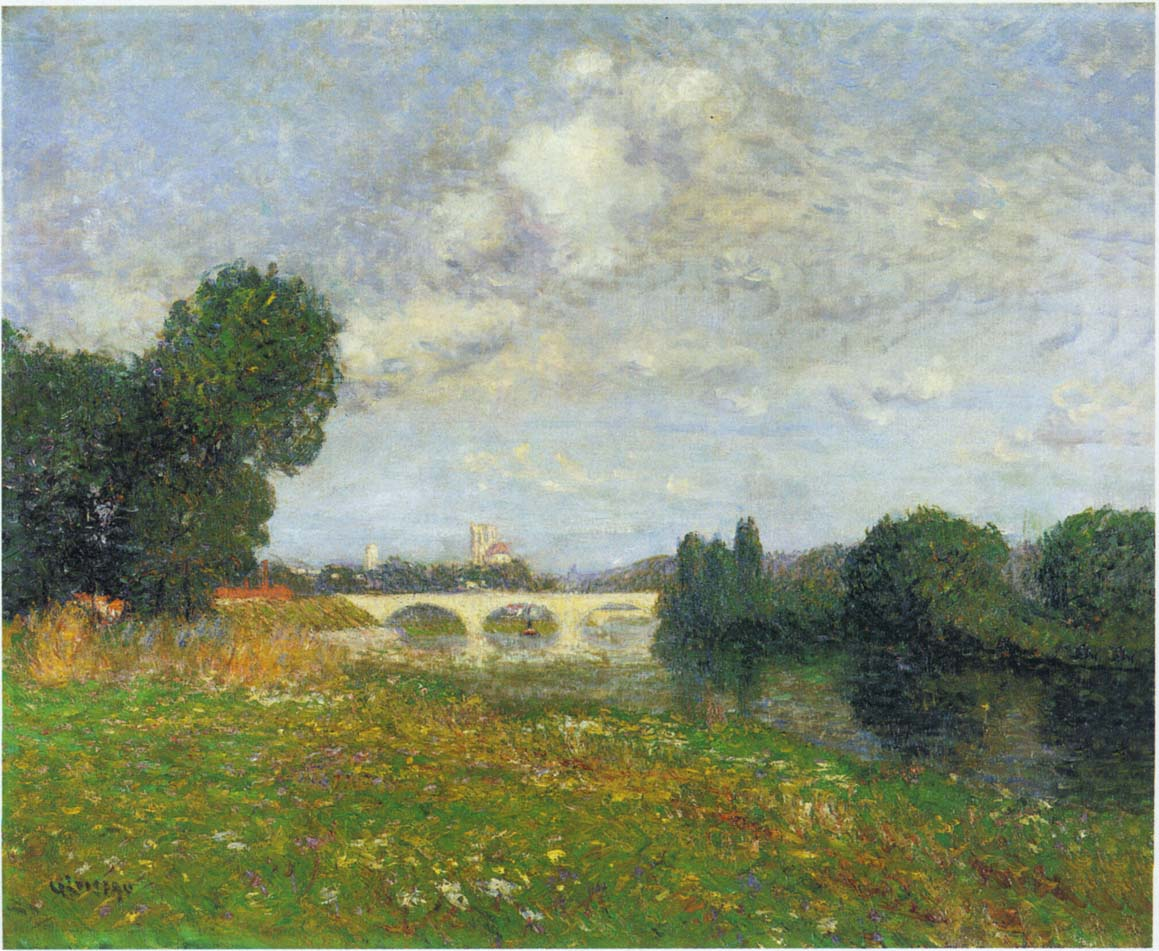
Il villaggio dal fiume
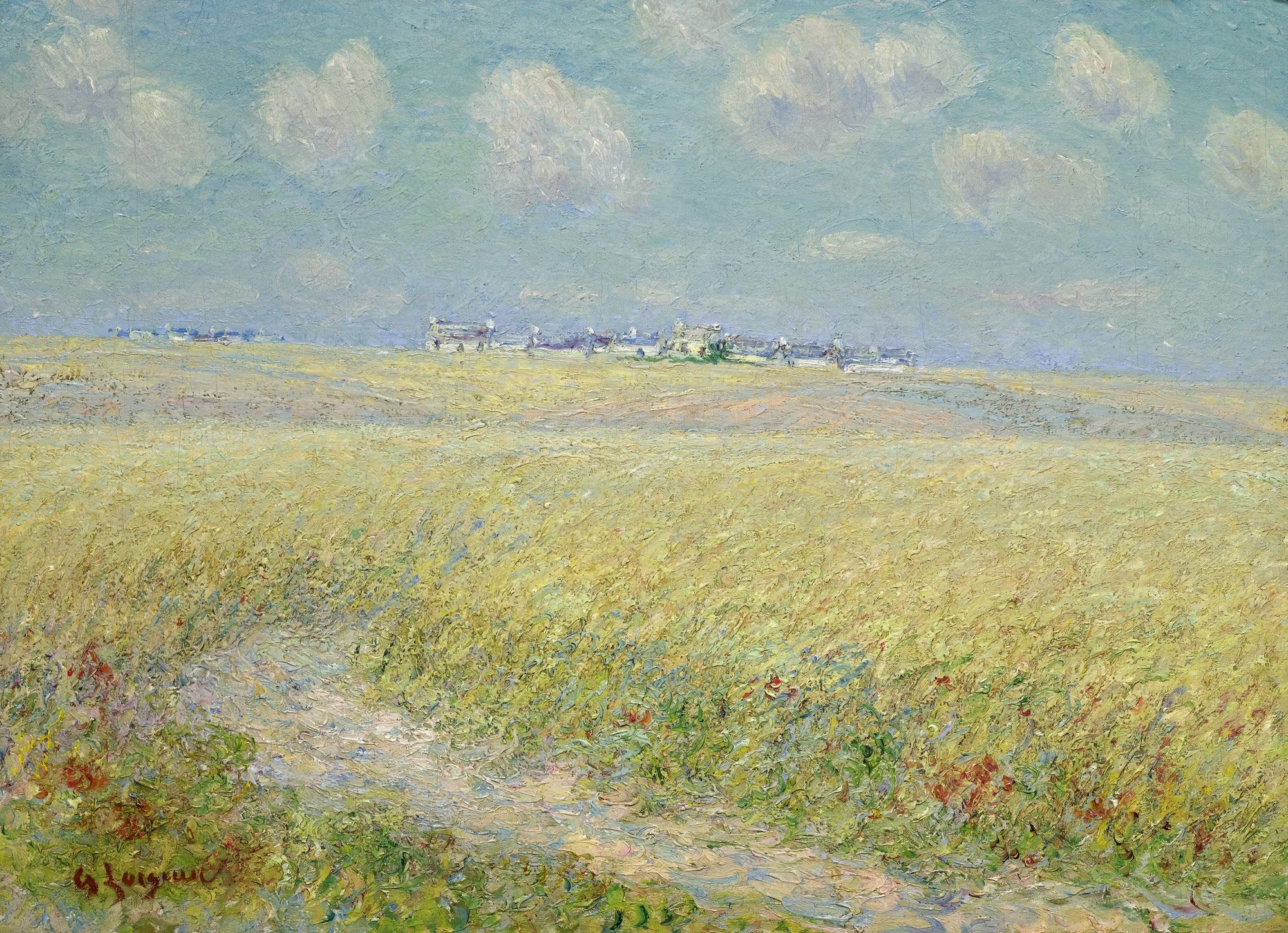
Campi di grano
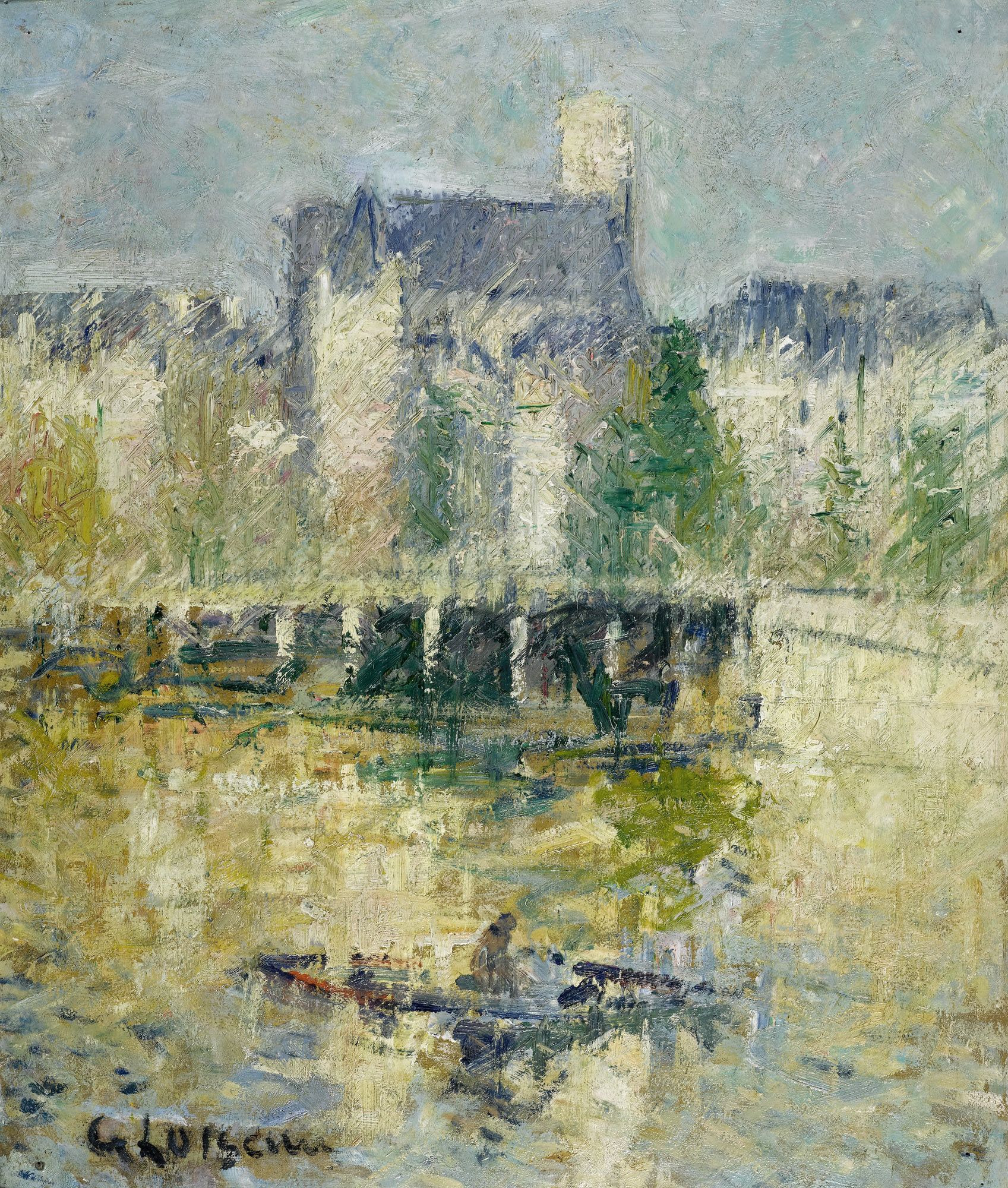
Il ponte sul Loing a Moret
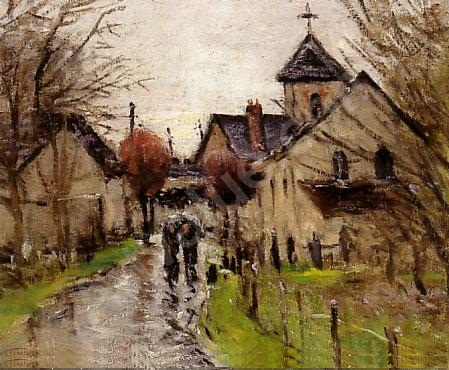
Paesane sotto la pioggia

## Voci correlate

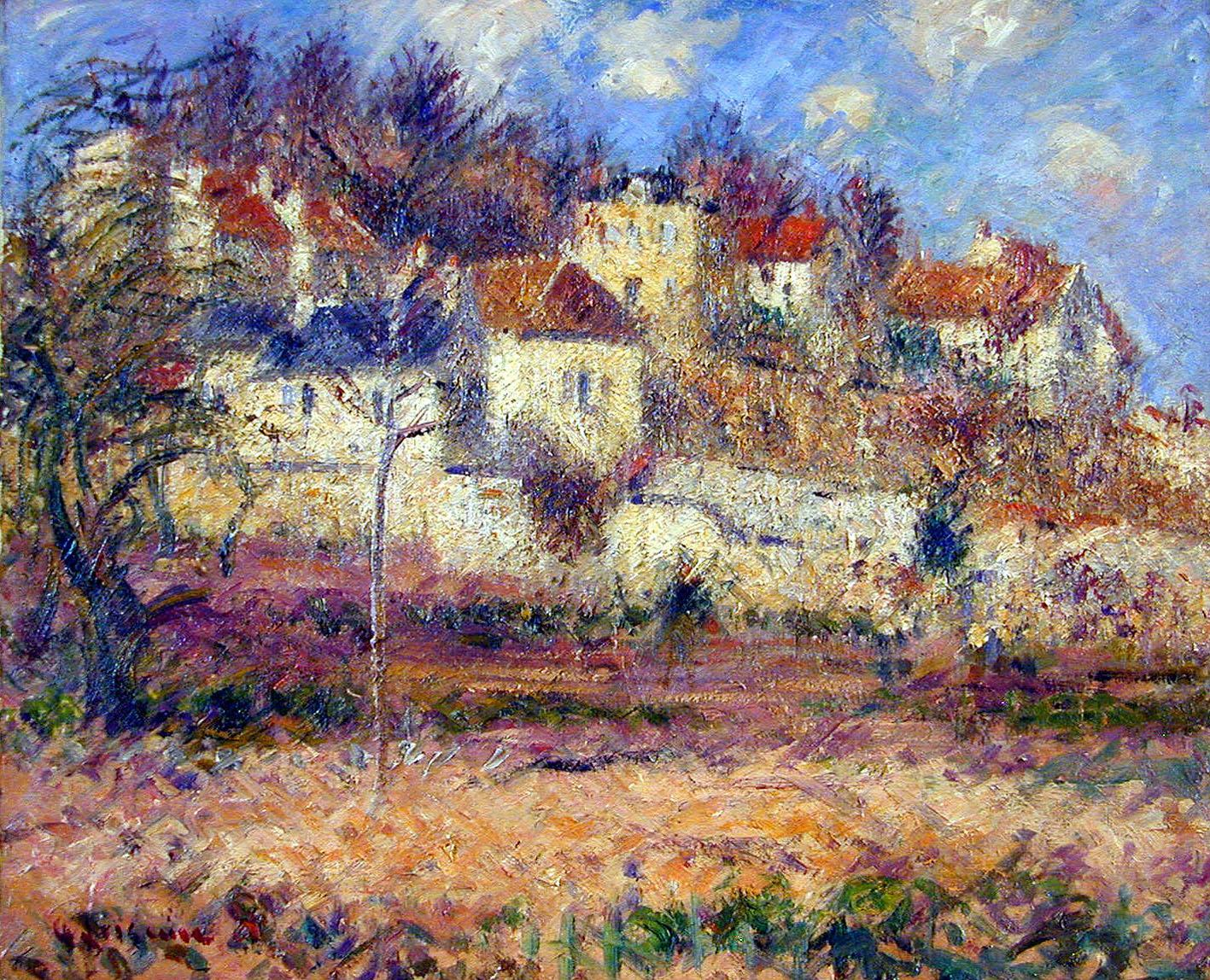
Villaggio